# Arthur Hauth
Arthur Ottomar Jakob Hauth (* 3. Mai 1876 in Düsseldorf; † 4. Oktober 1960 ebenda) war ein deutscher Weingroßhändler sowie Kunstsammler und Mäzen.

## Leben
Geboren als zweites von vier Kindern des moselländischen Weinhändlers Eduard Hauth (1845–1901) aus Bernkastel-Kues und dessen Ehefrau Bertha Neuerburg († 1886), einer Tochter aus einer Juristen- und Beamtenfamilie aus Linz am Rhein, wuchs Arthur Hauth in Düsseldorf auf. Er hatte drei Schwestern: Elisabeth (* 1874), die den Landschaftsmaler Willy Kukuk heiratete, Eugenie (* 1881), die in erster Ehe mit dem Schriftsteller Carl Sternheim und in zweiter Ehe mit dem Juristen Walter Weise verheiratet war, sowie Martha (* 1884), die den Amtsgerichtsrat Benjamin Weyer ehelichte. In der Düsseldorfer Carlstadt hatte sein Vater 1877 das Palais Wittgenstein (Bilker Straße 7–9) erworben. Vom Schwanenmarkt 19 verlegte dieser 1878 dorthin den Wohnsitz der Familie, die 1869 gegründete Weinhandlung und das Champagner-Depot. Im Alter von zehn Jahren verlor Arthur Hauth seine Mutter.
Bereits in jungen Jahren an Kunst, Gesang und Geigenspiel interessiert, gleichwohl kein guter Schüler, verließ er nach der Obersekunda das Gymnasium, um sich durch eine kaufmännische Ausbildung als Nachfolger im väterlichen Betrieb zu qualifizieren. Sein Vater schickte ihn hierzu auch nach London, in eine 1896 gegründete Filiale seines Weingroßhandels, die England, das britische Königshaus und die britischen Kolonien mit Moselwein belieferte. Anschließend sandte er ihn nach Paris, Bordeaux und Cognac sowie nach Spanien. Zurück in Düsseldorf leistete Hauth einen einjährigen Militärdienst beim Westfälischen Ulanen-Regiment Nr. 5. Nach zwei absolvierten Reserveübungen stellte ihn sein Vater vor die Wahl, Reserveoffizier zu werden oder eine Weltreise anzutreten. Er entschied sich für Letzteres, brach aber nie auf, da sein Vater am 16. März 1901 starb und er als knapp 25-Jähriger nunmehr die Leitung der väterlichen Weinhandlung übernehmen musste.
Als Unternehmer verband Hauth kaufmännisches Geschick mit Anteilnahme an der Entwicklung Düsseldorfs. Zur Industrie- und Gewerbeausstellung Düsseldorf 1902 bewarb er seinen Weinhandel, indem er Weinflaschen als Prämien für den eineinhalbmillionsten, zweimillionsten, zweieinhalbmillionsten und dreimillionsten Ausstellungsbesucher ausschrieb. Das im gleichen Jahr erbaute Düsselschlösschen an der durch Rheinufervorschiebung entstandenen Rheinuferpromenade pachtete er. Bald hatte sich der Umsatz seines Weinhandels vervierfacht. Erfolgreiche Kontore eröffnete er in Frankreich und Schweden. Am 15. November 1914 erhielt er durch das Oberhofmarschall-Amt Wilhelms II. die Ernennung zum königlichen Hoflieferanten. Infolge des Ersten Weltkriegs verlor sein Unternehmen die im Ausland befindlichen Kontore, auch das große Weinlager in London, das beschlagnahmt worden war.
Als passionierter Kunstsammler trat Hauth das Erbe seines Vaters an, der bereits Kunst gesammelt hatte, insbesondere Werke der Düsseldorfer Malerschule. Für seinen eigenen Kunstgeschmack, bei dem sich eine Präferenz für Werke alter Meister der Renaissance und für historische Objekte aus den Rheinlanden herausbildete, dürften Reisen bedeutend gewesen sein, die er als Hoflieferant nach Berlin unternommen hatte. Zur Erlangung fachlicher Expertise beauftragte Hauth in mehreren Fällen die Berliner Museumsleute Wilhelm von Bode und Max J. Friedländer. Eine Verbindung bestand auch zu Alfred Flechtheim, der ab 1913 eine Galerie in Düsseldorf und später in Berlin, Frankfurt am Main, Köln und Wien unterhielt. Hauth sammelte Gemälde, Plastiken, historische Waffen, Kunsthandwerk und antikes Mobiliar und versuchte, die Stücke – geordnet nach Epochen und Regionen – effektvoll in seinen Wohnräumen zueinander in Beziehung und in Szene zu setzen. Als Beispiel großbürgerlicher Wohnkultur wurde seine Sammlung 1926 in Fachzeitschriften veröffentlicht. Als Leihgeber stellte er verschiedene Stücke für eine Düsseldorfer Ausstellung im Jahr 1906 sowie für die Eröffnungsausstellung 1913 der Galerie Flechtheim zur Verfügung. Auch auf Ausstellungen, die der Kunstverein für die Rheinlande und Westfalen in den Jahren 1921 und 1928 ausrichtete, waren Werke alter Meister aus Hauths Sammlung zu sehen. 1934 wurde seine Kunstsammlung im Stadtmuseum Düsseldorf ausgestellt.
Als typischer Vertreter des wilhelminischen Wirtschaftsbürgertums trat Hauth auch als Wohltäter und Mäzen in Erscheinung. So unterstützte er in den Jahren 1902 bis 1906 den Stipendienfonds der Kunstgewerbeschule Düsseldorf. 1912 stiftete er auf einer Italienreise der Schweizer Garde im Vatikan sechzig „gediegene Helme und Hellebarden im Michelangelo-Stil“, wofür ihn Papst Pius X. mit dem Komturkreuz des Gregoriusordens dekorierte. Im gleichen Jahr gab er Geld für den Sonderbund. Für die Jahre 1913 bis 1921 ist er als Förderer des Künstlerlexikons Thieme-Becker aufgeführt. 1917 beteiligte sich Hauth an den Kosten für die Renovierung der Schweizer Nationalkirche San Pellegrino in Vaticano.
1899 trat Hauth dem Künstlerverein Malkasten als Quartalsmitglied bei, ab 1926 war er dessen dauerhaftes Mitglied. 1930 ließ er sich von dem Düsseldorfer Maler Otto Sohn-Rethel porträtieren.
Verschiedene Reisen führten ihn ins europäische Ausland, nach Afrika und in die Vereinigten Staaten. Zwischen 1925 und 1931 bereiste er England, Frankreich, Spanien und Italien. Auch eine Reise nach Afrika unternahm er in dieser Zeit. 1936 besuchte er seinen 1888 in die Vereinigten Staaten ausgewanderten Jugendfreund Gustav Oberlaender in Reading (Berks County, Pennsylvania).
1924 adoptierte Hauth seinen 23-jährigen Lebenspartner Curt Worlitzer (1901–1939). Wenige Wochen nach seiner Rückkehr aus den Vereinigten Staaten verfolgten ihn die Behörden wegen strafbarer Handlungen nach § 175 Strafgesetzbuch. Nachdem dieses Verfahren aufgrund des Amnestiegesetzes vom 23. April 1936 eingestellt worden war, gerieten er und sein Adoptivsohn 1938 erneut in das Blickfeld des NS-Staats. Am 1. Juni 1938 wurden sie in Untersuchungshaft genommen. Da sich homosexuelle Straftaten nicht beweisen ließen, kamen sie am 4. Juli 1938 wieder frei. Hauths Lebenspartner nahm sich im Januar 1939 mit 38 Jahren das Leben. Als amtliche Todesursache wurde festgehalten, dass Worlitzer „irrtümlich Formalin getrunken“ habe. Parallel zu diesen Ereignissen brachen in den Jahren 1936 bis 1938 die Einnahmen des Weinhandels beträchtlich ein, so dass sich Hauth 1937 entschloss, 217 Objekte aus seiner Kunstsammlung bei Lempertz in Köln versteigern zu lassen. Ein Ensemble aus Gemälden und Möbeln hatte er bereits 1928 an Ludwig Roselius veräußert, seinerzeit jedoch weniger aus wirtschaftlicher Bedrängnis, sondern um auszusortieren und umzugestalten.
Ein weiterer Schicksalsschlag traf Hauth im Zweiten Weltkrieg, als in der Nacht vom 3. auf den 4. November 1943 ein Luftangriff auf Düsseldorf sein Wohnhaus, das Palais Wittgenstein, in Brand setzte. Hierdurch verlor er einen beträchtlichen Teil seiner Habe in den Flammen und durch anschließenden Diebstahl. Sicherheitshalber hatte er allerdings zuvor einen Teil seiner verbliebenen Gemäldesammlung im Keller des Kunstmuseums am Ehrenhof unterstellen lassen. Auch dieser Kunstbesitz ging 1945 verloren, nachdem die städtischen Wachen das Kunstmuseum in den Wirren des Kriegsendes verlassen hatten. Jedoch tauchten einige Stücke später wieder auf.
Nach dem Krieg versuchte Hauth, seinen Weinhandel wieder aufzubauen, doch 1947 gab er dieses Vorhaben auf. Das Palais Wittgenstein machte er wieder bewohnbar. 1950 überließ er den Südflügel des Hauses dem Bildhauer Arno Breker. Auf Rentenbasis veräußerte er das Palais sowie das Haus Poststraße 4 im Jahr 1953 an die Stadt Düsseldorf. Nach längerer Krankheit starb er im Alter von 84 Jahren. 1963 ließen die Erben aus seinem Nachlass 19 Werke alter Meister bei Lempertz versteigern.